# Rosalinda (telenovela)

Rosalinda (šp. Rosalinda) je meksička telenovela 
produkcijske kuće Televisa koja je snimana i emitirana  1999. godine. Glavne uloge tumače Thalia i Fernando Carrillo.
Serija se u Hrvatskoj premijerno emitirala 2011. i 2012.

## Sinopsis
Rosalinda je prekrasna mlada djevojka koja radi u cvjećari kako bi zaradila za život i prehranila obitelj. San joj je postati pjevačica. Jednoga dana, prodavajući cvijeće po restoranima, upoznaje bogatog i uspješnog skladatelja Fernanda Josea. Oni se zaljube i vjenčaju, te dobiju kćer Eriku. Rosalinda ne zna da je godinama njena majka bila u zatvoru pod optužbom da je ubila Fernandovog oca.

## Uloge
| Glumac/ica        | Lik                                                             |
| ----------------- | --------------------------------------------------------------- |
| Thalia            | Rosalinda Perez Romero Altamirano del Castillo/ Paloma Dorantes |
| Fernando Carrillo | Fernando Jose Altamirano del Castillo                           |
| Lupita Ferrer     | Valeria Altamirano del Castillo                                 |
| Nora Salinas      | Fedra Perez Romero Altamirano del Castillo                      |